# Arthur Eddington
Arthur Eddington (anglès: sir Arthur Stanley Eddington)  (Kendal, 28 de desembre de 1882 - Cambridge, 22 de novembre de 1944) fou un astrofísic britànic de principis del segle xx. També era un filòsof de la ciència i divulgador científic. El límit d'Eddington, el límit natural de lluminositat de les estrelles o la radiació generada per l'acreció en un objecte compacte duen el seu nom.

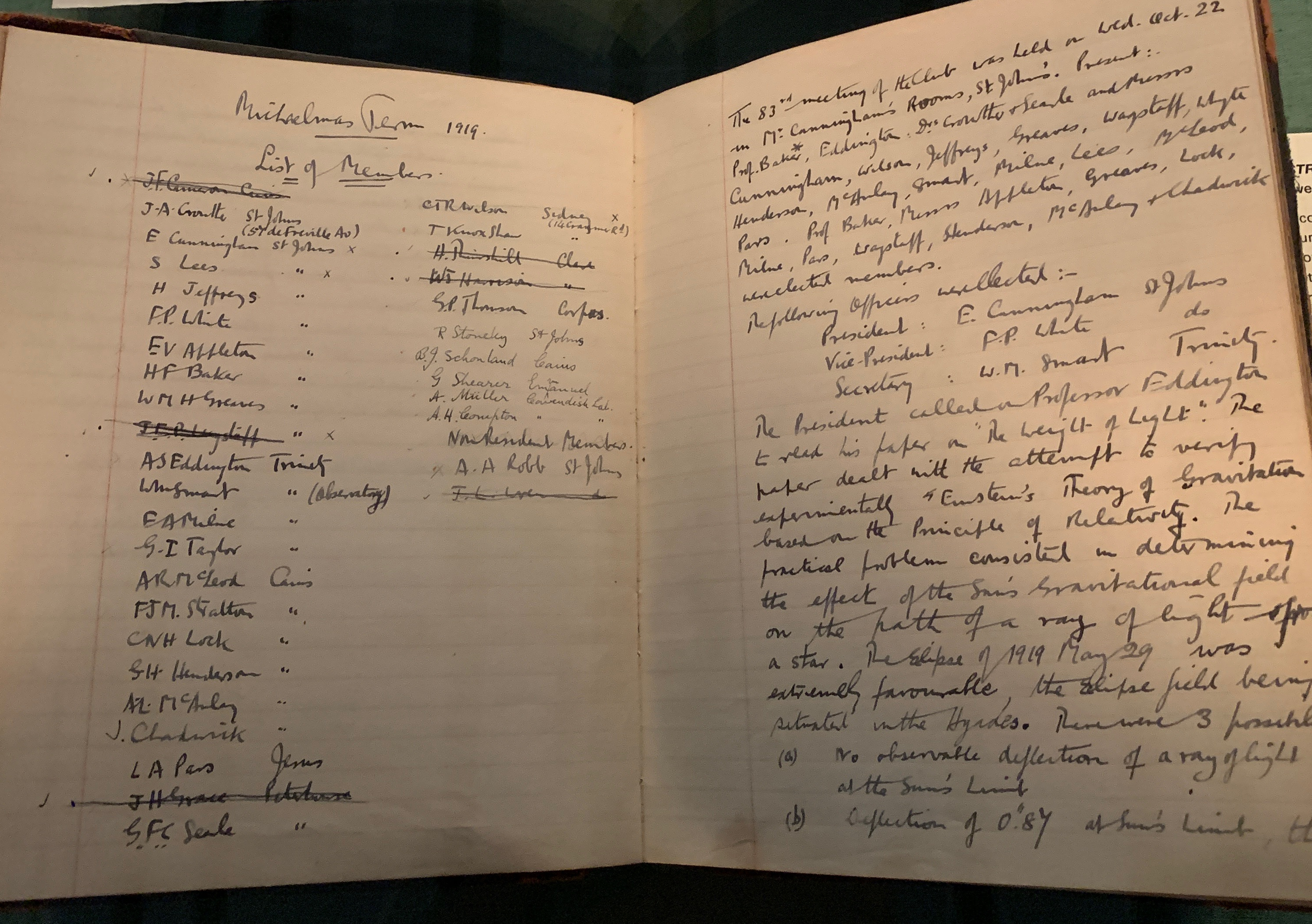

És famós per la seva feina sobre la teoria de la relativitat. Eddington va escriure articles en els quals anunciava i explicava la teoria de la relativitat general d'Einstein al món anglosaxó. Degut a la Primera Guerra Mundial, els avenços científics alemanys no es coneixien a Gran Bretanya, i viceversa. També va encapçalar una expedició a l'illa de Príncipe per observar l'eclipsi solar del 29 de maig de 1919 que va proporcionar una de les primeres confirmacions de la relativitat, i es va fer més famós per les seves exposicions i interpretacions de la teoria.